# 卡頓氏樸麗魚
卡頓氏樸麗魚，為輻鰭魚綱鱸形目隆頭魚亞目慈鯛科的其中一種，被IUCN列為極危保育類動物，分布於非洲維多利亞湖流域，棲息深度2-15公尺，體長可達7.6公分，棲息在泥底質水域，屬肉食性，以浮游生物、昆蟲幼蟲及橈腳類為食，生活習性不明。

## 擴展閱讀
維基物種上的相關：卡頓氏樸麗魚